# Odontocheilopteryx
Odontocheilopteryx is een geslacht van vlinders van de familie spinners (Lasiocampidae).

## Soorten
- O. conzolia Gurkovich & Zolotuhin, 2009
- O. corvus Gurkovich & Zolotuhin, 2009
- O. cuanza Gurkovich & Zolotuhin, 2009
- O. dollmani Tams, 1930
- O. eothina Tams, 1931
- O. ferlina Gurkovich & Zolotuhin, 2009
- O. foedifragus Gurkovich & Zolotuhin, 2009
- O. gracifica Gurkovich & Zolotuhin, 2009
- O. haribda Gurkovich & Zolotuhin, 2009
- O. lajonquieri Rougeot, 1977
- O. maculata Aurivillius, 1905
- O. malagassy Viette, 1962
- O. meridionalis Viette, 1962
- O. myxa Wallengren, 1860
- O. obscura Aurivillius, 1927
- O. pattersoni Tams, 1926
- O. phoneus Hering, 1928
- O. pica Gurkovich & Zolotuhin, 2009
- O. politzari Gurkovich & Zolotuhin, 2009
- O. scilla Gurkovich & Zolotuhin, 2009
- O. similis Tams, 1929
- O. spicola Gurkovich & Zolotuhin, 2009
- O. stokata Gurkovich & Zolotuhin, 2009
- O. triodonta Tams, 1936
- O. ungemachi Tams, 1931